# كارولين طحان
كارولين طحان فشاخ أو أخت كارول (مواليد 1971) راهبة سورية تنتمي راهبات بنات مريم أم المعونة لراهبات الساليزيان عرفت برعايتها للنساء والأطفال في دمشق خلال الحرب الأهلية السورية، حصلت على جائزة المرأة الدولية للشجاعة, في عام 2017، هذا على الرغم من دعمها للرئيس السوري بشار الأسد.

## حياتها
ولدت كارولين طحان في مدينة حلب، سوريا عام 1971، حصلت على شهادة في علوم الكيمياء، بدات الرهبة عام 2003 بنات مريم أم المعونةلراهبات الساليزيان، في عام 2009 نذرت نذورها المؤبدة، تخصصت في اللاهوت و درست في الجامعة اليسوعية في مدينة عمان الأردنية، عملت رئيسة مدرسة دون بوسكو في دمشق، في إدارة مدرسة تمريض في دمشق، أنشأتها أخويتُها كمكان آمن وودود يستطيع أكثر من 200 طفل ممن تعرضوا للصدمة جراء الحرب، سواءً مسيحيين أو مسلمين، أن يلعبوا هناك وأن يكونوا أطفالاً فحسب.
بالإضافة إلى المدرسة، ادرت طحان أيضاً ورشة خياطة بالتعاون مع المفوض السامي الأعلى لشؤون اللاجئين، ما يؤمّن الدعم والتضامن الذي تحتاجه النساء الضعيفات والمهجرات العراقيات والسوريات إلى حد كبير.